# Emma Mackey
Emma Mackey   (Le Mans, 4 de gener de 1996) és una actriu franco-britànica. És coneguda per interpretar Maeve Wiley a la sèrie de comèdia de Netflix Sex Education.

## Biografia
Emma Margaret Marie Tachard-Mackey va néixer a Sablé-sur-Sarthe, filla de pare francès i mare anglesa. El seu pare era director d'escola. Es va criar a Sablé-sur-Sarthe i va rebre el baccalauréat el 2013, i es va traslladar a Anglaterra a estudiar llengua i literatura angleses a la Universitat de Leeds, d'on es va graduar el 2016. Mackey viu a Londres.
El seu primer paper va ser al telefilm Badger Lane (2016), una pel·lícula de terror britànica sobre un grup de periodistes que roden un documental en una fàbrica abandonada.
Mackey va actuar a la sèrie de comèdia dramàtica de Netflix Sex Education, com a Maeve Wiley, una «noia dolenta» intel·ligent i amb coneixements de negocis que convenç el seu company d'estudis Otis Milburn (Asa Butterfield) de començar un negoci de teràpia sexual en secret a l'escola. Sex Education va ser el seu primer paper en una sèrie de televisió important i la seva interpretació va ser ben rebuda per la crítica. La sèrie va ser renovada per una tercera temporada el febrer de 2020, mentre que l'anunci de la renovació de la quarta temporada es va produir al setembre de 2021.
El 2019 va actuar en un curtmetratge, Tic, amb Will Merrick. El febrer d'aquell any va començar a rodar a The Winter Lake, una pel·lícula ambientada en una zona deshabitada d'Irlanda. Mackey també ha participat a la pel·lícula de misteri de Kenneth Branagh's Death on the Nile. Està previst que s'estreni el 23 d'octubre de 2020, encara que a nivell internacional ho va fer l'11 de febrer de 2022, mentre a Espanya va arribar el 18 de febrer de 2022.
El maig de 2020 es va anunciar que interpretaria Emily Brontë al biopic que se centrarà en els començaments de la seva vida. L'any següent va interpretar Adrienne, una dona misteriosa del passat de l'enginyer Gustave Eiffel (Romain Duris) a Eiffel, la primera pel·lícula en francès en què actua.

## Filmografia

### Cinema
| Any  | Títol             | Paper                   | Notes        |
| ---- | ----------------- | ----------------------- | ------------ |
| 2019 | Tic               | Jess                    | Curtmetratge |
| 2020 | The Winter Lake   | Holly                   |              |
| 2021 | Eiffel            | Adrienne Bourgès        |              |
| 2022 | Death on the Nile | Jacqueline de Bellefort |              |
| 2022 | Emily             | Emily Brontë            |              |
| 2023 | Barbie            | Barbie                  |              |
| 2025 | Hot Milk          | Sofia                   |              |
| 2025 | Alfa              | Infermera               |              |

### Televisió
| Any       | Títol         | Paper       | Notes                        |
| --------- | ------------- | ----------- | ---------------------------- |
| 2016      | Badger Lane   | Michelle    | Telefilm                     |
| 2019–2023 | Sex Education | Maeve Wiley | Paper principal; 32 episodis |